# Rasbora vulcanus
Rasbora vulcanus är en fiskart som beskrevs av Tan, 1999. Rasbora vulcanus ingår i släktet Rasbora och familjen karpfiskar. Inga underarter finns listade i Catalogue of Life.